# 3646 Адуатікес
3646 Адуатікес (1985 RK4, 1979 JL, 1981 WZ6, 3646 Aduatiques) — астероїд головного поясу, відкритий 11 вересня 1985 року.
Тіссеранів параметр щодо Юпітера — 3,336.